# Gary Player
Gary Player (født 1. november 1935) er en sydafrikansk professionel golfspiller. I løbet af sin karriere har han akkumulerede ni store mesterskaber, seks Champions Tour store mesterskabssejre, samt tre Senior British Open Championships på European Senior Tour. I en alder af 29, vandt han i 1965 US Open og blev den eneste ikke-Amerikaner til at vinde alle fire majors. Player blev den kun tredje spiller i historien til at gøre dette, efter Ben Hogan og Gene Sarazen, og kun Jack Nicklaus, Tiger Woods og Rory Mcllroy har udført den bedrift siden. Player har vundet 165 turneringer på seks kontinenter over seks årtier, og blev optaget i World Golf Hall of Fame i 1974.